# L'amante sconosciuta (film 1934)
L'amante sconosciuta (Evelyn Prentice) è un film del 1934 diretto da William K. Howard.
Segna l'esordio di Rosalind Russell e fu anche il primo film in cui lavorarono insieme Myrna Loy e William Powell dopo il grande successo che avevano avuto in coppia interpretando L'uomo ombra.

## Trama
Moglie di un famoso avvocato, Evelyn Prentice non ama essere trascurata dal marito che le dedica poco tempo a causa del troppo lavoro. Impegnato nella difesa di Nancy Harrison, un'affascinante dama dell'alta società sotto processo per omicidio colposo, parte per Boston. Evelyn, che conosce in un locale Kennard, un gigolò che la corteggia, è spinta dalla sua migliore amica, Amy Drexel, ad accettare un incontro con lui per un tè, ma non si spinge oltre. Quando, però, dopo che John, suo marito, è tornato da Boston, Evelyn riceve un pacchetto contenente un orologio che reca la scritta "A Nancy, da John", in lei si risveglia la gelosia e accetta un altro appuntamento con Kennard. Anche questa volta, la cosa di ferma lì, e lei annuncia al suo ammiratore che il loro flirt deve considerarsi chiuso. Intanto Amy ha mostrato a John l'orologio: lui si difende dicendo che è stata Nancy a lasciarlo nella sua camera, per distruggere il loro matrimonio.
Senza parlare più dell'orologio, Evelyn e John decidono di partire per una lunga vacanza in Europa insieme alla loro bambina, Dorothy. Prima della partenza, però, Evelyn viene contattata da Kennard che la riceve a casa sua dove la ricatta, minacciandola di rendere pubbliche tre lettere che lei gli aveva inviato. Benché il tono delle missive sia abbastanza innocente, Evelyn è presa dal panico e afferra una pistola che vede in un cassetto aperto della scrivania. Dal retro della casa, intanto, sta entrando Judith, l'ex amante di Kennard, che sente sparare un colpo. Evelyn, senza essere vista, scappa via, tornando a casa, decisa a non dire nulla al marito.
Quando però scopre che Kennard è morto e che del delitto è stata accusata Judith, convince il marito ad assumere la difesa della donna. Tra colpi di scena, il processo procede: viene messo agli atti anche il diario di Kennard, che parla della sua relazione con "una donna di primo piano". John scoprirà che la donna di cui si parla non è altri che sua moglie. Evelyn, intanto, tormentata dal rimorso, decide di testimoniare e, interrotto, il procedimento, chiede di essere ascoltata. Confessa così di aver colpito accidentalmente Kennard mentre stava lottando con lui. John, che ha inutilmente cercato di impedire che la moglie testimoniasse, riesce però a far confessare a Judith di essere stata lei ad uccidere in realtà Kennard, quando Evelyn se n'era andata. Convince la giuria che si è trattato di un'autodifesa, vincendo così anche il processo. Poi, si riconcilia con la moglie, dicendole che ormai tutto è perdonato e dimenticato.

## Produzione
Il film fu prodotto dalla Metro-Goldwyn-Mayer e venne girato nei propri stabilimenti di Culver City dal 20 agosto all'inizio ottobre 1934.

## Distribuzione
Registrato con il copyright LP5127, il film, distribuito dalla Metro-Goldwyn-Mayer, uscì nelle sale cinematografiche statunitensi il 9 novembre 1934. Nel 1935, venne distribuito in Finlandia (14 aprile), in Danimarca (15 luglio, come Den anden kvinde), in Svezia (26 agosto, come Ett farligt möte) e in Austria. Nel 1936, uscì anche in Portogallo (26 febbraio, come A Testemunha Imprevista) e in Turchia.
Sul mercato dell'home video, il film fu distribuito nel 1998 in VHS dalla MGM/UA Home Entertainment e, nel 2007, in DVD dalla Warner Home Video.